# Dalen Terry
Dalen Lee Terry, född 12 juli 2002 i Phoenix i Arizona, är en amerikansk professionell basketspelare (SF/SG) som spelar för Chicago Bulls i National Basketball Association (NBA).
Han draftades av Chicago Bulls i första rundan i 2022 års draft som 18:e spelare totalt.
Innan Terry blev proffs studerade han vid University of Arizona och spelade för deras idrottsförening Arizona Wildcats.